# Theloderma corticale
Theloderma corticale is een kikker uit de familie schuimnestboomkikkers (Rhacophoridae). De soort werd voor het eerst wetenschappelijk beschreven door George Albert Boulenger in 1903. Oorspronkelijk werd de wetenschappelijke naam Rhacophorus corticalis gebruikt.
De kikker komt voor in Vietnam, mogelijk in Laos. De soort is aangetroffen op een hoogte van 700 tot 1200 meter boven zeeniveau.